# ArsFIGURA
Die ArsFIGURA ist eine Puppenausstellung in Losheim an der deutsch-belgischen Grenze in der Eifel. Sie zeigt eine historische, künstlerische, mechanische Figurensammlung aus der  Zeit von Mitte des 19. Jahrhunderts bis heute. 
Im selben Gebäude befinden sich die ArsKRIPPANA, eine Krippenausstellung, die ArsShona, Steinkunstwerke aus Simbabwe und nebenan die Modelleisenbahnausstellung ArsTECNICA, die ebenfalls Bestandteil des Ardenner Cultur Boulevards sind.

## Ausstellung
Die ArsFIGURA zeigt Porzellanpuppen von 1830 bis 1925 sowie einige frühe Papiermaché, Wachs und Ganzkopfporzellan-Bierdermeierpuppen aus der Mitte des 19. Jahrhunderts. Aus den späten 1930er und vierziger Jahren gibt es in der ArsFigura einige Celluloidpuppen.
Moderne Künstlerpuppen, sind unter anderem Porzellanpuppen von Hildegard Günzel (D), sowie ethnologische Puppen von Bets van Boxel (NL) und wertvolle Exponate von Philip Heath.
In der Puppenausstellung steht neben den Puppen auch die Umgebung im Vordergrund. Durch die Hilfe des belgischen Automatenbauers Sebastien Boucherit, welcher sich mit beweglichen  Schaufensterpuppen beschäftigte, können in der ArsFigura die Puppen durch Motoren, Pumpen und Schläuche bewegt werden. So zeigt die ArsFigura eine nachgebautes Gasthaus, welches durch seine bewegbaren Puppen sehr reell erscheint und durch die Musik des Pianisten eine Szenerie bringt.

## Galerie

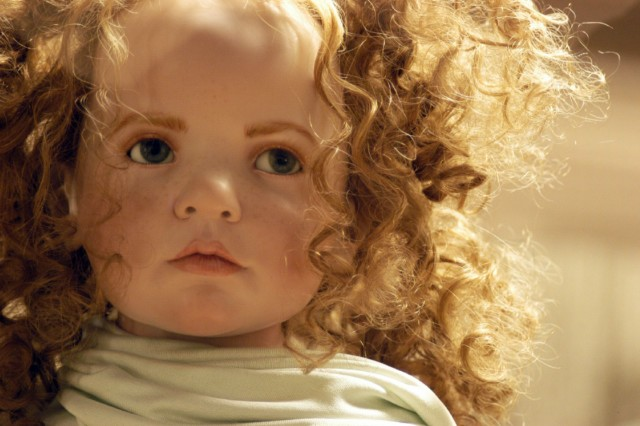
Puppe von Hildegard Günzel
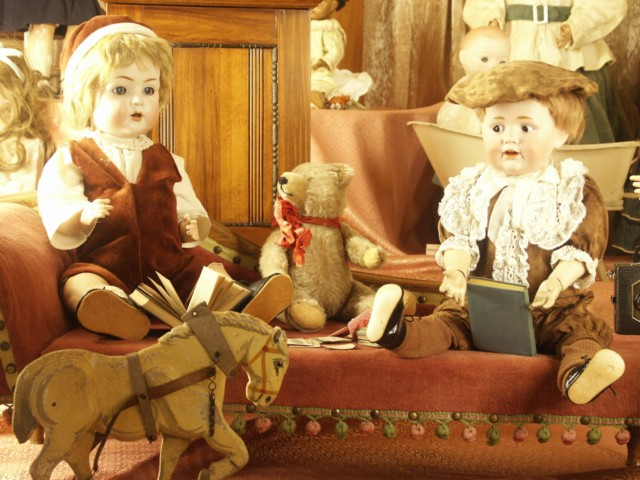
Antike Puppen
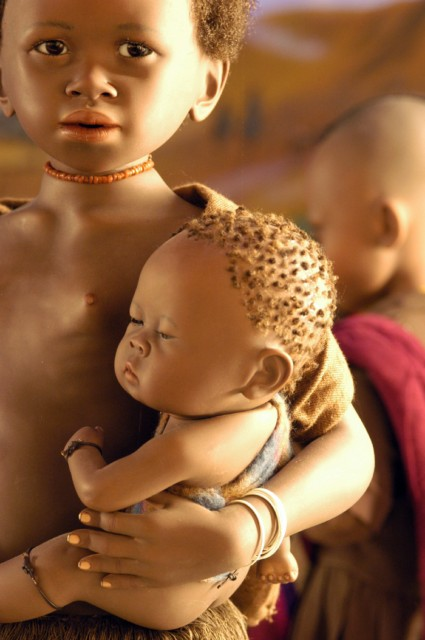
Moderne Puppen
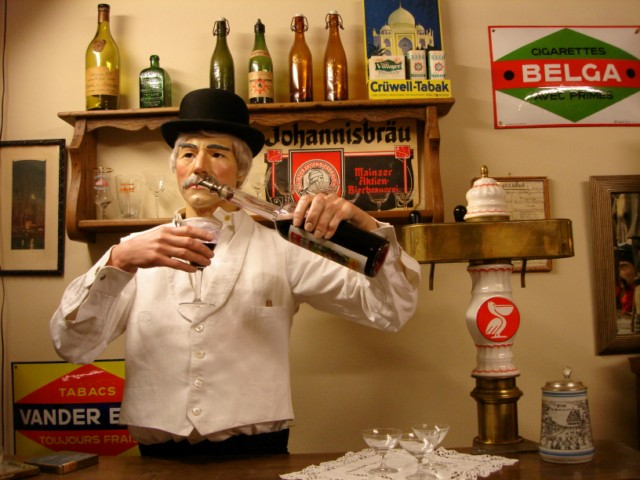
Automat-Puppe